# Matrimonio tra persone dello stesso sesso negli Stati Uniti d'America
     Il matrimonio omosessuale è celebrato
     Il matrimonio omosessuale è riconosciuto
     Nessun riconoscimento (trattini: giurisdizione mista)

Riconoscimento del matrimonio omosessuale negli Stati Uniti:
Il matrimonio omosessuale è celebrato
Il matrimonio omosessuale è riconosciuto
Nessun riconoscimento (trattini: giurisdizione mista)

Il matrimonio tra persone dello stesso sesso negli Stati Uniti d'America è consentito in tutto il paese, a seguito della sentenza della Corte Suprema del 26 giugno 2015 riguardante il caso Obergefell v. Hodges che ha stabilito che il negare la licenza matrimoniale a coppie dello stesso sesso viola alcune clausole del XIV emendamento della Costituzione degli Stati Uniti d'America. Con questo pronunciamento gli Stati Uniti sono diventati il 21º Paese al mondo a riconoscere il matrimonio fra persone dello stesso sesso.
Prima di questa data era già stato reso legale nella capitale Washington, nel territorio del Guam e in 37 stati della federazione: Massachusetts, Connecticut, Vermont, New Hampshire, Iowa, Stato di New York, Maine, Maryland, Rhode Island, New Jersey, Delaware, Minnesota, Stato di Washington, California, Illinois, Hawaii, Nuovo Messico, Oregon, Pennsylvania, Virginia, Wisconsin, Indiana, Utah, Oklahoma, Colorado, Virginia Occidentale, Nevada, Carolina del Nord, Carolina del Sud, Alaska, Idaho, Arizona, Wyoming, Kansas, Montana, Florida e Alabama.
Dal giugno 2013, a seguito di una sentenza della Corte Suprema, che ha dichiarato incostituzionale il DOMA (Defense of Marriage Act), i matrimoni fra persone dello stesso sesso sono riconosciuti anche a livello federale.
Il 26 giugno 2015 la Corte Suprema ha emanato la sentenza Obergefell contro Hodges che ha dichiarato che le leggi che non permettono la contrazione del matrimonio tra due persone dello stesso sono incostituzionali poiché violano il XIV Emendamento della Costituzione degli Stati Uniti e due sue importanti clausole, la Equal Protection Clause e la Due Process Clause. Il giudice Kennedy, insieme ad altri 4 suoi colleghi, ha scritto l'opinione di maggioranza. Tale opinione ha formalmente legalizzato il matrimonio tra persone dello stesso sesso sotto la giurisdizione degli Stati Uniti.
Tutte le amministrazioni statali e territoriali si sono adeguate alla sentenza, ad eccezione delle Samoa Americane, in quanto i cittadini di quest'ultimo territorio non hanno la cittadinanza americana. L'amministrazione territoriale ha comunque annunciato che revisionerà la sentenza della corte e, nel caso, la implementerà.
I governi tribali, che sono indipendenti in materia legislativa, non hanno alcun obbligo di aprire il matrimonio tra persone dello stesso sesso sotto la loro giurisdizione. La scelta ricade su ogni singolo governo tribale. Alcuni di essi hanno comunque già aperto il matrimonio omosessuale anche ben prima della sentenza della Corte Suprema.

## Storia del matrimonio tra persone dello stesso sesso negli Stati Uniti

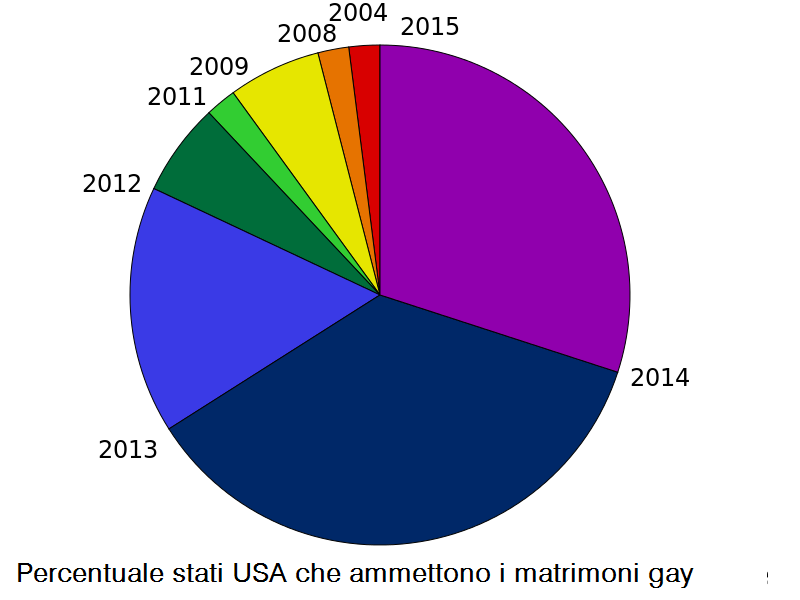
Grafico rappresentante la percentuale di stati federali dove i matrimoni gay erano ammessi prima nel 2015.

Prima degli anni novanta del XX secolo, il matrimonio omosessuale era ritenuto sempre illegale sebbene non esistesse una legge espressa, federale o statale, che lo vietasse esplicitamente nel linguaggio giuridico. Negli anni '70 una coppia omosessuale contrasse matrimonio nello stato del Minnesota ma la corte suprema statale, sulla base che le unioni omosessuali non sono paragonabili a quelle eterosessuali, ha nullificato la licenza di matrimonio. Fu comunque effettuato un ricorso alla Corte Suprema degli Stati Uniti, la quale lo respinse col nome di Baker v. Nelson per la "mancanza di una domanda federale sostanziale". Il caso Baker v. Nelson è stato ritenuto un precedente della Suprema Corte per almeno 40 anni.
Molti anni più tardi, nel 1993, la corte suprema dello stato delle Hawaii ha ritenuto che, sotto la Costituzione statale, limitare il matrimonio a persone del sesso opposto significava discriminare una classe minoritaria della popolazione, e di conseguenza nasceva una situazione di incostituzionalità. Nonostante la sentenza, non sussisteva alcun principio legale per consentire il matrimonio omosessuale nelle Hawaii e la popolazione dello stato approvò subito dopo un emendamento alla Costituzione che bloccò i lavori dei giudici della corte suprema, giacché veniva elevato al rango costituzionale la legge che non permetteva alle coppie dello stesso sesso di contrarre matrimonio.
Tuttavia il caso scoppiato nelle Hawaii ha spinto il Congresso degli Stati Uniti a formulare un disegno di legge, chiamato DOMA (Defense of Marriage Act), il quale avrebbe stabilito due punti precisi: ogni singolo stato aveva il potere di aprire il matrimonio omosessuale se lo desiderava, ma allo stesso tempo il matrimonio sarebbe stato solamente riconosciuto come unione tra un uomo ed una donna a livello federale. La legge fu passata a larga maggioranza, e firmata subito dal presidente democratico Bill Clinton, il quale aveva già espresso il suo sostegno.
Con l'entrata in vigore del DOMA, quasi tutti gli Stati approvarono delle leggi simili (chiamate "Mini-DOMAs" nel gergo giornalistico statunitense) che chiudevamo il matrimonio alla sola unione tra un uomo ed una donna anche a livello statale. Alcuni stati cominciarono ad approvare tramite proposte referendarie anche degli emendamenti costituzionali che stabilivano ciò, per evitare interventi giurisprudenziali. Intanto, lo stato del Vermont approvò una legge che creò l'istituto delle unioni civili, giacché la corte suprema dello stato aveva deciso, in una sentenza del 2000, che non dare alcun riconoscimento giuridico alle coppie omosessuali violava la costituzione.
Nel 1997 e nel 2003 la Corte Suprema degli Stati Uniti emanò due diverse sentenze che diedero le prime vittorie alla comunità LGBT: la prima sentenza, denominata Romer v. Evans, ha dichiarato costituzionalmente illegittimo un emendamento approvato dallo Stato del Colorado che chiudeva ogni possibilità di introdurre leggi antidiscriminazione a favore delle persone omosessuali. La seconda sentenza, denominata Lawrence v. Texas, ha stabilito che introdurre leggi che vietassero la sodomia violava la libertà personale di ogni individuo, e pertanto tali leggi erano anticostituzionali e inapplicabili. La maggioranza degli stati aveva già comunque abrogato tali leggi, sia tramite processo legislativo che tramite sentenze di una corte suprema statale. I 14 stati rimanenti (Alabama, Florida, Idaho, Kansas, Louisiana, Michigan, Mississippi, Missouri, Carolina del Nord, Oklahoma, Carolina del Sud, Texas, Utah, Virginia) videro le proprie invalidate dalla Corte Suprema e quindi inapplicabili.
Nel 2003, in una sentenza storica, la Corte Giudiziaria Suprema del Massachusetts ha stabilito, in un voto 4-3, che limitare il matrimonio a sole coppie del sesso opposto violava alcune clausole della Costituzione del Massachusetts. A livello nazionale tale sentenza fu vista come una grande vittoria per la comunità omosessuale, tanto che l'amministrazione statale, guidata dal repubblicano Romney, non la accettò immediatamente, e il parlamento dello stato formulò un disegno di legge sulle unioni civili che rispondesse alla sentenza della suprema corte in modo efficace. Quest'ultima, in un giudizio postumo, respinse tale disegno di legge, affermando che l'istituto delle unioni civili era altresì incostituzionale in quanto le coppie eterosessuali e quelle omosessuali sarebbero state trattate differentemente sotto il punto di vista giuridico. Il matrimonio omosessuale fu aperto pertanto tramite ordine della Corte, inaugurandolo nel primo stato federato in assoluto. Diversi stati, a guida democratica, riconobbero i matrimoni contratti nel Massachusetts.
Con le elezioni del novembre 2004, undici stati approvarono degli emendamenti costituzionali che proibirono i matrimoni tra persone dello stesso sesso. Nel novembre del 2006 altri sette stati approvarono questo tipo di emendamenti, portando complessivamente a ventisette il numero di quelli che non proibivano il matrimonio omosessuale. Questi ventisei stati erano Alabama, Alaska, Arkansas, Colorado, Georgia, Florida, Hawaii, Idaho, Kansas, Kentucky, Louisiana, Michigan, Mississippi, Missouri, Montana, Nebraska, Nevada, Dakota del Nord, Ohio, Oklahoma, Oregon, Carolina del Sud, Dakota del Sud, Tennessee, Texas, Virginia e Wisconsin.
Successivamente altri stati aprirono l'istituto del matrimonio tramite sentenze e poi tramite leggi, dopo che il Partito Democratico si dichiarò assolutamente a favore di quest'ultimo e tutti gli stati nei quali aveva una maggioranza parlamentare cominciarono ad emanare leggi in materia. Ciononostante in molti altri stati ciò era possibile solo tramite un intervento di una corte federale, poiché i divieti costituzionali non potevano essere superati da una singola legge.
Nel 2013 la Corte Suprema degli Stati Uniti emanò due sentenze, United States v. Windsor ed Hollingsworth v. Perry riguardo ai diritti delle persone omosessuali. Nella prima sentenza il giudice Kennedy evidenziò come la sezione terza del DOMA fosse incostituzionale poiché trattando diversamente matrimoni tra persone del sesso opposto e matrimoni tra persone dello stesso sesso a livello federale veniva violato il V Emendamento della Costituzione e la cosiddetta Due Process Clause. Il giudice Kennedy fu appoggiato dai 4 giudici a nomina democratica (Breyer, Ginsburg, Kagan, Sotomayor). Nella seconda sentenza, invece, il Presidente della corte Roberts scrisse l'opinione di maggioranza (sostenuta da Scalia, Ginsburg, Breyer, Kagan) la quale ha inaugurato i matrimoni omosessuali nel solo Stato della California. Per una mera analisi giuridica, infatti, il Presidente della Corte ha concluso che la difesa (composta da un'associazione contraria al matrimonio omosessuale) non aveva basi legali per difendere l'emendamento. L'amministrazione della California aveva declinato di difendere l'emendamento costituzionale, pertanto la Corte Suprema ha rimandato il caso al tribunale distrettuale con sede a San Francisco, annullando anche la sentenza della Corte d'Appello.
Sebbene Windsor permise la sola equiparazione dei matrimoni omosessuali a livello federale, le parole della Corte Suprema costituirono un solido precedente nella giurisprudenza statunitense e molti tribunali federali stabilirono, in primo grado, che i matrimoni omosessuali, essendo stati equiparati dalla Corte Suprema, sono coperti dalla cosiddetta Equal Protection Clause del XIV Emendamento. Molti emendamenti costituzionali, leggi e statuti che vietavano a due parti dello stesso sesso di contrarre matrimonio furono dichiarati incostituzionali e i giudici emanarono varie ingiunzioni con cui ordinarono agli Stati di unire in matrimonio qualunque coppia dello stesso sesso.
Le Corti d'Appello per il Nono, Settimo, Decimo e Quarto circuito riconobbero il diritto a contrarre matrimonio negli stati sotto la loro giurisdizione riconfermando, anche più di una volta, le sentenze di primo grado; la Corte d'Appello per l'Undicesimo circuito rigettò invece i ricorsi della Florida e dell'Alabama, assentendo al matrimonio omosessuale senza un'ulteriore parola. Sicché una Corte d'Appello conferma un giudizio, si crea un precedente in un circuito federale, e si rendono molto più veloci le procedure legali. Tuttavia nel novembre 2014 la Corte d'Appello per il Sesto circuito emanò una sentenza contraria a quelle emanate dalle altre corti d'appello, creando un cosiddetto circuit split. Una situazione del genere poteva solamente essere risolta dalla Corte Suprema, la quale fino ad allora aveva sempre rigettato i ricorsi provenienti dalle corti d'appello. I casi furono consolidati con il nome Obergefell v. Hodges, nel gennaio 2015.
Le procedure legali in corso negli altri stati furono sospese per attendere la sentenza della Corte Suprema, dalla quale sarebbero potuti nascere tre diversi tipi di scenari: nel primo, i matrimoni omosessuali sono un diritto costituzionale come già affermato da molte altre corti federali e pertanto vanno estesi su tutti gli stati federati. Nel secondo scenario, i matrimoni omosessuali ricadono sulla scelta di ogni singolo stato ma devono essere pienamente riconosciuti se contratti in stati dove ciò è permesso; nel terzo scenario, invece, il matrimonio omosessuale è una mera scelta statale e pertanto la loro proibizione sarebbe legittima.
Il 26 giugno 2015, la Corte Suprema emanò la sentenza attesa a livello internazionale. Tale giudizio, scritto sempre dal giudice Kennedy e sostenuto dai quattro giudici a nomina democratica (Breyer, Ginsburg, Kagan, Sotomayor), affermò che il matrimonio tra persone dello stesso sesso era un diritto costituzionale e pertanto gli stati non potevano limitarlo. La sentenza Baker v. Nelson fu superata, e tutte le leggi che limitavano il matrimonio alle sole coppie del sesso opposto furono invalidate poiché incostituzionali. Da questo momento in poi, il matrimonio tra persone dello stesso sesso è un diritto sancito dalla Costituzione degli Stati Uniti d'America.

## Riconoscimento federale
Sino al mese di giugno 2013, quando una sentenza della Corte Suprema americana, resa nel giudizio United States v. Windsor, ha dichiarato incostituzionale il DOMA (Defense of Marriage Act), i matrimoni fra persone dello stesso sesso non venivano riconosciuti a livello federale. Il DOMA è stata una legge federale introdotta sotto l'amministrazione del presidente Bill Clinton che obbligava il governo federale a considerare matrimoni solo le unioni fra persone di sesso diverso. Il DOMA autorizzava altresì tutti gli Stati della federazione a decidere se riconoscere o meno il matrimonio omosessuale celebrato al di fuori dei loro confini.
Dal momento della sua entrata in vigore, il DOMA è parso a molti giuristi e commentatori come incostituzionale, in quanto discriminatorio nei confronti delle persone omosessuali. Negli anni di vigenza del DOMA, alcune persone omosessuali sposate hanno presentato davanti all'autorità giudiziaria alcune cause, chiedendo la declaratoria di incostituzionalità della legge. Le diverse amministrazioni statali (sia conservatrici, sia democratiche) succedutesi nel tempo hanno sempre resistito in questi giudizi sostenendo la legittimità del DOMA.
La posizione governativa è cambiata per la prima volta nel 2011, quando l'amministrazione del Presidente Obama ha annunciato l'intenzione di non attivarsi più in difesa del DOMA nelle cause legali, sostenendo anch'egli la discriminatorietà della legge federale. Lo stesso presidente Obama nel 2013 aveva invitato, come poi avvenuto, la Corte Suprema degli Stati Uniti a dichiarare incostituzionale la parte in cui esso obbliga il governo federale a considerare matrimoni solo le unioni fra persone di sesso diverso, nota come Section 3 del DOMA..

Il 9 maggio 2012 il Presidente Barack Obama nel corso di un'intervista televisiva aveva espresso il proprio personale supporto all'accesso al matrimonio anche per le coppie dello stesso sesso.. «Nel corso degli anni - ha spiegato Obama - ho potuto parlare e conoscere gente del mio staff con partner dello stesso sesso, che ha cresciuto i figli insieme. Quando penso ai nostri soldati, ai nostri aviatori, ai nostri marinai che hanno dovuto lottare tanto per i loro diritti. Sì, a un certo punto ho concluso che per me personalmente è importante andare avanti e affermare che le coppie dello stesso sesso hanno il diritto di sposarsi. (…) Le nostre figlie Malia e Sasha hanno amici i cui genitori sono dello stesso sesso. Alcune volte io e Michelle ci sediamo a tavola e parliamo con Malia e Sasha dei loro amici e dei loro genitori e a loro non viene neanche in mente che dovrebbero essere trattati diversamente. Per loro non ha senso e francamente questo è qualcosa che cambia la prospettiva. (…) È qualcosa di cui abbiamo parlato negli anni e lei condivide. Siamo ambedue cristiani e ovviamente questa posizione potrebbe sembrare strana agli occhi degli altri. Ma quando pensiamo alla nostra fede, la base è che non solo Gesù si è sacrificato per noi ma che gli altri vanno trattati come noi vorremmo essere trattati.» Le posizioni di Obama hanno avuto una grande eco mediatica in tutto il mondo.
Alcuni giorni prima anche il vicepresidente Joe Biden, durante un'altra intervista alla TV, si era dichiarato assolutamente a suo agio «con l'idea che un uomo possa sposarsi con un altro uomo, o una donna con un'altra donna. Si tratta di cittadini che devono avere gli stessi diritti civili di tutti gli altri, le stesse libertà. Non vedo alcuna differenza.»

## Riconoscimento statale

### Alabama
All'Alabama fu ordinato di riconoscere i matrimoni tra persone dello stesso sesso dal 9 febbraio 2015 sotto l'ordine di un giudice federale. Tuttavia la corte suprema dell'Alabama, violando la sua giurisdizione, ordinò a tutte le contee di non consegnare più licenze di matrimonio alle coppie omosessuali andando in contrasto con l'ordine del giudice federale. Le contee ubbidirono all'ordine della corte statale, ma sia il governo statale che quello federale riconobbero i matrimoni contratti nel mese di febbraio. All'emanazione della sentenza Obergefell v. Hodges, il procuratore dello stato ha annunciato la definitiva apertura del matrimonio alle coppie dello stesso sesso.
Tuttora l'Alabama detiene il maggior numero di contee (10 su 67) che non consegnano licenze di matrimonio a nessuna coppia, sfruttando una legge dell'epoca della segregazione razziale che permette ad ogni singola contea di scegliere se emanare o no licenze di matrimonio. Tuttavia, nelle suddette contee risiede appena il 5.78% della popolazione.

### Alaska
Il giudice federale Timothy Burgess emanò una sentenza favorevole al matrimonio omosessuale il 12 ottobre 2014, con effetto immediato dalla deposizione della sentenza. L'amministrazione statale tuttavia ricevette una sospensione temporanea dalla Corte d'Appello per effettuare un ricorso. Due giorni dopo, il ricorso fu respinto sia dalla Corte d'Appello che dalla Corte Suprema e il governatore si adeguò alla sentenza di primo grado, aprendo il matrimonio tra persone dello stesso sesso nello stato dell'Alaska.

### Arizona
Il 17 ottobre 2014 un giudice federale dichiarò la limitazione del matrimonio alle sole coppie del sesso opposto incostituzionale e la sentenza ebbe un effetto immediato, facendo decadere l'emendamento costituzionale. Il procuratore statale annunciò subito dopo che lo stato non avrebbe fatto ricorso in appello, ed ordinò a tutte le contee dello stato di seguire la sentenza, inaugurando il matrimonio omosessuale in Arizona.
Il parlamento statale, dopo la sentenza federale, ha formulato un disegno di legge simile a quello di altri stati denominato Religious Freedom Restoration Act, il quale avrebbe dato agli impiegati statali la possibilità di non sposare coppie dello stesso sesso appellandosi all'obiezione di coscienza e alla libertà religiosa garantita dal I Emendamento della Costituzione federale. La legge passò in entrambe le camere del congresso statale grazie alla maggioranza repubblicana ma il governatore Jan Brewer pose il veto sul disegno di legge.

### Arkansas
L'Arkansas riconosce i matrimoni omosessuali per effetto della sentenza della Corte Suprema in Obergefell v. Hodges.

### California
Il 15 maggio 2008 la corte suprema californiana abolì la legge che vietava i matrimoni fra persone dello stesso sesso dichiarandola anticostituzionale.. Il 6 novembre 2008 la California però ha abolito nuovamente il matrimonio omosessuale, con l'approvazione di una proposta referendaria, nota come Proposition 8. La validità di tale referendum era stata quindi rimessa alla Corte Suprema dello stato della California che la confermò, stabilendo allo stesso tempo però che i matrimoni celebrati prima del referendum rimanessero validi. La questione passò pertanto ad una corte federale, la quale dichiarò incostituzionale l'emendamento. Fu la prima sentenza di questo genere emessa da parte di una corte federale. L'intera vicenda si è conclusa il 26 giugno 2013, quando la Corte Suprema degli Stati Uniti, nella sentenza denominata Hollingsworth v. Perry, riconfermò il giudizio emesso dalla corte distrettuale inaugurando i matrimoni omosessuali nello stato della California.

### Carolina del Nord
Il 10 ottobre 2014 un giudice federale ha dichiarato incostituzionale l'emendamento che proibiva i matrimoni omosessuali. L'amministrazione statale non fece ricorso poiché la quarta Corte d'Appello federale aveva già deciso in materia in una sentenza precedente, di conseguenza un eventuale ricorso sarebbe stato respinto sia dalla corte d'appello che dalla corte suprema. L'amministrazione istruì le contee ad emanare le licenze di matrimonio alle coppie omosessuali.
Nel maggio 2015 il parlamento statale ha emanato una legge che permette a qualunque impiegato statale di rifiutare di emanare una licenza di matrimonio ad una coppia omosessuale, esercitando l'obiezione di coscienza. Il governatore pose il veto a tale disegno di legge, giudicandolo contraddittorio alla decisione della corte federale. Tuttavia il parlamento rivotò il disegno di legge con una maggioranza sufficiente a superare il veto del governatore e il Religious Freedom Restoration Act divenne legge.

### Carolina del Sud
I matrimoni omosessuali sono riconosciuti nello stato della Carolina del Sud dal 20 novembre 2014, otto giorni dopo che un giudice federale ha invalidato l'emendamento costituzionale che li vietava. La corte d'appello aveva già deciso e pertanto la sospensione di otto giorni emanata dallo stesso giudice non fu ulteriormente prorogata.

### Colorado
Nel Colorado sia un giudice statale che un giudice federale hanno emesso due sentenze che dichiaravano discriminatorio l'emendamento costituzionale che vietava i matrimoni omosessuali. Entrambe le sentenze sono entrate in atto quando la Corte d'Appello federale per il Decimo Circuito ha riaffermato i giudizi dei tribunali inferiori.

### Connecticut
La Corte Suprema del Connecticut con decisione dell'11 ottobre 2008, resa effettiva dal 28 ottobre 2008 ha dichiarato illegittimo il divieto ai matrimoni gay..
Nel 2005 sono state introdotte nella legislazione le unioni civili che furono però immediatamente portate in tribunale dalle principali organizzazioni gay statali e federali in quanto forma di segregazione; nell'ottobre del 2008 la Corte Suprema dello Stato ha stabilito che il divieto ad usufruire dell'istituzione matrimoniale viola il principio di eguaglianza dei cittadini presente nella Costituzione, facendo sostituire le unioni civili con l'apertura del Matrimonio alle coppie dello stesso sesso. Nell'aprile del 2009 la decisione è stata riaffermata a livello legislativo dal parlamento dello Stato, con una legge che definisce il matrimonio "l'unione legale tra due persone ", indipendentemente dal sesso dei coniugi.

### Dakota del Nord
Il Dakota del Nord riconosce i matrimoni omosessuali per effetto della sentenza della Corte Suprema in Obergefell v. Hodges.

### Dakota del Sud
Il Dakota del Sud riconosce i matrimoni omosessuali per effetto della sentenza della Corte Suprema in Obergefell v. Hodges.

### Delaware
Il Delaware ha legalizzato i matrimoni tra persone dello stesso sesso il 7 maggio 2013. È stato l'undicesimo stato della federazione in ordine di tempo. Il disegno di legge è passato alla Camera dei rappresentanti il 23 aprile 2013, ottenendo 23 sì e 18 no. Il 7 maggio il testo è stato approvato anche dal Senato con 12 voti a favore e 9 contrari. Il governatore Jack Markell (Partito Democratico), da sempre favorevole alla legge, ha immediatamente firmato il testo. I primi matrimoni si potranno celebrare a partire dal 1º luglio 2013.

### Washington D.C.
Le licenze matrimoniali sono possibili dal 3 marzo 2010, dopo che il sindaco Adrian Fenty ha firmato la legge nel dicembre del 2009. Inoltre dal 1992 il Distretto di Columbia prevede la possibilità di registrare la propria unione, ottenendo limitati diritti come conviventi.

### Florida
La Florida vietò inizialmente i matrimoni omosessuali tramite statuto nel 1977 e tramite un emendamento costituzionale nel 2008. Entrambi furono messi sotto accusa sia in tribunali statali che federali.
Un tribunale federale emanò inizialmente una sentenza favorevole al matrimonio omosessuale ma fu posta una sospensione temporanea in attesa di un giudizio da parte dell'Undicesima Corte d'Appello. Quest'ultima rigettò il ricorso e l'amministrazione statale si appellò alla Corte Suprema per avere una sospensione indefinita; tuttavia tale estensione non mai fu emanata e il 6 gennaio 2015, come stabilito dalla sentenza di primo grado, lo statuto e l'emendamento diventarono nulli e la Florida cominciò a riconoscere i matrimoni tra persone dello stesso sesso.

### Georgia
Lo stato della Georgia riconosce i matrimoni omosessuali per effetto della sentenza della Corte Suprema in Obergefell v. Hodges.

### Hawaii
Il 13 novembre 2013, il governatore delle Hawaii Neil Abercrombie ha firmato la legge che ha introdotto il matrimonio omosessuale nello stato. La legge è entrata in vigore il 2 dicembre 2013. L'Hawaii è stato il quindicesimo stato federato in ordine di tempo introdurre l'istituto giuridico negli Stati Uniti d'America.

### Idaho
Un giudice federale ha stabilito, nel maggio 2014, che le leggi che vietano i matrimoni omosessuali nello stato dell'Idaho erano anticostituzionali poiché violavano la Equal Protection Clause della Costituzione federale. La sentenza avrebbe dovuto avere effetto subito, tuttavia fu sospesa per un tempo indeterminato dalla nona Corte d'Appello federale. Quest'ultima il 7 ottobre dello stesso anno riconfermò il giudizio del tribunale inferiore e lo stato, dopo che anche l'ultimo ricorso era stato respinto dalla Corte Suprema, cominciò a riconoscere i matrimoni omosessuali dal 15 ottobre 2014.

### Illinois
In Illinois l'assemblea legislativa ha approvato il matrimonio omosessuale nel novembre 2013. La promulgazione del provvedimento è subordina alla firma da parte del Governatore, già calendarizzata per il 20 novembre 2013. È entrata in vigore il 1º giugno 2014.

### Indiana
In Indiana un giudice federale ha dichiarato incostituzionale lo statuto che vieta i matrimoni tra persone dello stesso sesso. La Corte d'Appello del settimo circuito riconfermò il giudizio del tribunale inferiore e lo stato dell'Indiana ha cominciato a riconoscere i matrimoni omosessuali dal 6 ottobre 2014.

### Iowa
Il 5 aprile 2009 in Iowa vengono legalizzati i matrimoni omosessuali: la Corte Suprema dello stato afferma all'unanimità l'esigenza costituzionale di riconoscere questo tipo di unione.

### Kansas
In Kansas i matrimoni tra persone dello stesso sesso sono pienamente riconosciuti dal 6 luglio 2015. È stato l'ultimo stato a riconoscerli per ordine di tempo, nonostante ben prima della sentenza della Corte Suprema molte contee celebravano matrimoni omosessuali, ma non venivano riconosciuti dall'amministrazione statale se non sotto l'ordine di un giudice. L'emendamento costituzionale era già stato dichiarato nullo da una corte federale ma il governatore non rispose pienamente alle richieste della magistratura federale, fino ad Obergefell v. Hodges.

### Kentucky
Il Kentucky riconosce i matrimoni omosessuali per effetto della sentenza della Corte Suprema in Obergefell v. Hodges.

### Louisiana
La Louisiana riconosce i matrimoni omosessuali per effetto della sentenza della Corte Suprema in Obergefell v. Hodges.

### Maine
Anche il parlamento dello stato del Maine ha approvato un simile disegno di legge, a cui sono seguite le dichiarazioni del governatore democratico John Baldacci:

### Maryland
Il 1º marzo 2012 l'house bill 438 ha reso legale il matrimonio tra persone dello stesso sesso. La modifica legislativa è entrata in vigore in seguito all'approvazione del referendum approvato il 6 novembre 2012.

### Massachusetts
Nel 2003, la Corte Suprema del Massachusetts ha dichiarato discriminatorio, perciò incostituzionale e illegale, escludere le coppie dello stesso sesso dal matrimonio facendo così diventare il Massachusetts, dal 17 maggio 2004, il primo Stato USA a permettere agli omosessuali di contrarre matrimonio. Nel febbraio dello stesso anno la Corte ha nettamente rigettato una proposta del Senato dello Stato volta a sostituire l'apertura del matrimonio con la creazione di unioni civili per coppie omosessuali.

### Michigan
Il Michigan riconosce i matrimoni omosessuali per effetto della sentenza della Corte Suprema in Obergefell v. Hodges.

### Minnesota
Il Minnesota è stato uno dei pochi stati a respingere un emendamento costituzionale che avrebbe definito il matrimonio solo tra un uomo ed una donna, in questo caso chiamato Minnesota Amendment 1. Recentemente infatti il Partito Repubblicano aveva conquistato una maggioranza di seggi nel congresso statale ed ha provato a introdurre l'emendamento, ma il giorno delle elezioni il 52.6% ha votato contro la modifica. L'anno successivo il Partito Democratico ha riottenuto il controllo di entrambe le camere del congresso, permettendo l'approvazione dei matrimoni tra persone dello stesso sesso il 14 maggio 2013. Il disegno di legge, presentato dal senatore apertamente omosessuale Scott Dibble, ha ottenuto 75 voti favorevoli e 59 contrari alla Camera dei Rappresentanti e 37 favorevoli e 30 contrari al Senato. Il governatore democratico Mark Dayton ha annunciato l'immediata firma del disegno di legge. Le prime celebrazioni sono cominciate dal primo agosto del 2013.

### Mississippi
Il Mississippi riconosce i matrimoni omosessuali per effetto della sentenza della Corte Suprema in Obergefell v. Hodges.

### Missouri
In Missouri i matrimoni omosessuali erano riconosciuti se celebrati in tre contee o fuori dallo stato. Il riconoscimento dei matrimoni contratti su tutto il territorio dello stato è avvenuto dopo la decisione della Corte Suprema, per ordine di un giudice federale.

### Montana
In Montana i matrimoni tra persone dello stesso sesso sono celebrati dal 19 novembre 2014, quando un giudice ha dichiarato il divieto dei matrimoni gay incostituzionale. La sentenza entrò immediatamente in effetto.

### Nebraska
Lo stato della Nebraska riconosce i matrimoni omosessuali per effetto della sentenza della Corte Suprema in Obergefell v. Hodges.

### Nevada
Nel Nevada un giudice federale aveva stabilito che vietare il matrimonio omosessuale non violava la Costituzione degli Stati Uniti. Tuttavia la sentenza fu invertita dalla nona Corte d'Appello federale, e lo stato riconosce i matrimoni omosessuali dal 9 ottobre 2014, per ordine della Corte d'Appello.

### New Hampshire
Nel 2010 il New Hampshire ha legalizzato il matrimonio omosessuale.

### New Jersey
In New Jersey i matrimoni fra persone dello stesso sesso sono consentiti dal 21 ottobre 2013, in seguito a una sentenza di primo grado confermata nella sua entrata in vigore dalla Corte Suprema statale e diventata definitiva per la rinuncia da parte del Governatore dello Stato, contrario all'apertura del matrimonio, a ricorrere in appello.

### Stato di New York
Il 24 giugno 2011 anche lo stato di New York legalizza per via legislativa i matrimoni omosessuali a partire dal 24 luglio successivo; il varo della legge, fortemente voluta dal governatore Andrew Cuomo, è stato reso possibile da un'inedita convergenza degli esponenti democratici e repubblicani.

### Nuovo Messico
Nello stato del Nuovo Messico non è mai esistita una legge che vietasse esplicitamente i matrimoni tra persone dello stesso sesso. Per tali ragioni, alcune contee cominciarono a celebrare matrimoni omosessuali dopo la sentenza della Corte Suprema statunitense che ha fatto decadere il divieto federale alle nozze gay. Il 19 dicembre 2013 la Corte Suprema del Nuovo Messico ha imposto a tutte le contee di celebrare i matrimoni anche tra persone dello stesso sesso, poiché la loro non celebrazione violava la costituzione statale.

### Ohio
L'Ohio riconosce i matrimoni omosessuali per effetto della sentenza della Corte Suprema in Obergefell v. Hodges.

### Oklahoma
Nell'Oklahoma i matrimoni omosessuali sono permessi dal 6 ottobre 2014, dopo che le norme che li vietavano sono state dichiarate incostituzionali da un giudice federale il 14 gennaio 2014. Anche l'Oklahoma si trova nella giurisdizione della decima Corte d'Appello federale, la quale ha respinto ogni appello da parte del governatore e dell'amministrazione statale.

### Oregon
Nello stato dell'Oregon i matrimoni omosessuali sono permessi dal 19 maggio 2014, dopo che il giudice federale Michael J. McShane ha emesso una sentenza a favore di questi ultimi. Venne eseguito un ricorso alla nona Corte d'Appello federale, ma fu respinto.

### Pennsylvania
Il 20 maggio 2014 parte della legge che regolava il matrimonio in Pennsylvania è stata dichiarata incostituzionale da un tribunale federale, la cui sentenza affermava che l'esclusione delle coppie formate da persone dello stesso sesso dall'istituto del matrimonio è discriminatoria e anticostituzionale.

Ha scritto il giudice John E. Jones, che era stato nominato nel 2002 dall'allora presidente George W. Bush:

### Rhode Island
Il 2 maggio 2013, il Rhode Island diventa il 10º Stato ad avere una legge che stabilisce un matrimonio fra persone dello stesso sesso. In New England, tutti gli Stati, con questo, hanno delle leggi similari.

### Tennessee
Il Tennessee riconosce i matrimoni omosessuali per effetto della sentenza della Corte Suprema in Obergefell v. Hodges.

### Texas
Il Texas riconosce i matrimoni omosessuali per effetto della sentenza della Corte Suprema in Obergefell v. Hodges.

### Utah
Nello stato dello Utah il matrimonio tra persone dello stesso sesso è permesso dal 6 ottobre 2014, dopo che la decima Corte d'Appello federale ha respinto l'appello del governatore e del procuratore statale alla sentenza Kitchen v. Herbert, la quale dichiarava anticostituzionali le norme che vietavano le celebrazioni dei matrimoni tra persone dello stesso sesso.

### Vermont
Le coppie dello stesso sesso si possono sposare dal 1º settembre 2009. Il Vermont è stato il primo stato americano a creare le unioni civili per le coppie gay nel luglio 2000, mentre nell'aprile 2009, il Vermont, è stato il primo stato degli USA ad estendere il matrimonio attraverso un processo legislativo.

### Virginia
Anche in Virginia i matrimoni omosessuali sono stati legalizzati dalla giurisprudenza federale. Il 13 febbraio 2014 infatti il giudice Wright Allen ha emesso una sentenza che ha dichiarato tutte le norme che proibivano i matrimoni omosessuali come costituzionalmente illegittimi. La quarta Corte d'Appello federale ha preso in mano la sentenza e riaffermata, creando un precedente in tutti gli altri stati sotto la sua giurisdizione.

### Virginia Occidentale
In Virginia Occidentale lo statuto che vietava i matrimoni omosessuali è stato dichiarato nullo dal governatore dopo che la quarta Corte d'Appello federale aveva dichiarato incostituzionale il divieto della Virginia. Un giudice federale dichiarò incostituzionale anche il divieto della Virginia Occidentale, ma per una mera formalità.

### Washington
Nei mesi di gennaio e febbraio 2012 le due camere del parlamento dello stato di Washington negli Stati Uniti hanno approvato a maggioranza il matrimonio tra persone dello stesso sesso. La legge, firmata dalla Governatrice Christine Gregoire, che nei vari anni del suo mandato si era sempre pronunciata a favore di questo progetto di legge, avrebbe dovuto entrare in vigore il 6 giugno 2012, data che è slittata in seguito all'indizione di un referendum. Il voto popolare, avvenuto il 6 novembre 2012, in coincidenza con il voto per l'elezione del Presidente degli Stati Uniti, ha visto la vittoria dei favorevoli alla legge, ratificandone così l'entrata in vigore.

### Wisconsin
In Wisconsin le nozze omosessuali sono possibili dal 6 giugno 2014, quando, con una sentenza del giudice Barbara Brandriff Crabb, la United States District Court for the Western District of Wisconsin ha stabilito che il divieto al matrimonio tra persone dello stesso sesso viola la Costituzione degli Stati Uniti d'America.

### Wyoming
Il 17 ottobre 2014 un giudice federale ha dichiarato incostituzionale la legge del Wyoming che vieta la celebrazione dei matrimoni tra persone dello stesso sesso. L'amministrazione statale non fece ricorso e la sentenza entrò in vigore il 21 ottobre.

## Riconoscimento territoriale

### Guam
Nel Guam una coppia omosessuale ha citato in giudizio il governo territoriale in un tribunale federale per non aver concesso loro la licenza di matrimonio richiesta, sebbene nel territorio del Guam vige il precedente della nona Corte d'Appello federale. Il 5 giugno il giudice federale Tydingco-Gatewood ha dichiarato incostituzionale il divieto alle nozze gay vigente sul territorio, ed ha ordinato all'amministrazione statale di riconoscere i matrimoni omosessuali dal 9 giugno.

### Isole Marianne Settentrionali
L'amministrazione territoriale ha annunciato recentemente che avrebbe analizzato la sentenza della Corte Suprema e probabilmente implementata. Il sindaco di Saipan sposò la prima coppia omosessuale il 22 luglio 2015, rendendo quindi il matrimonio gay legale anche nel territorio delle Isole Marianne Settentrionali.

### Isole Vergini americane
Il 30 giugno 2015 il governatore Kenneth Mapp ha scritto e firmato un ordine esecutivo col quale impone a tutti i dipartimenti del territorio di riconoscere pienamente i matrimoni omosessuali. Il vice-governatore, una volta tornato sull'Isola, ha controfirmato l'ordine esecutivo, facendolo entrare pienamente in effetto.

### Porto Rico
Non appena la Corte Suprema ha depositato la sentenza sui matrimoni omosessuali, il governatore del Porto Rico ha emanato un decreto col quale ha ordinato a tutti i dipartimenti del territorio di assecondare la sentenza della Corte Suprema entro 15 giorni. Il 17 luglio una coppia contrasse il primo matrimonio omosessuale dell'Isola.

### Samoa Americane
Nelle Samoa Americane i matrimoni omosessuali non sono ancora riconosciuti. L'amministrazione territoriale sta analizzando la sentenza ma non ha annunciato una sua implementazione e tecnicamente non è obbligata a farlo, giacché i cittadini delle Samoa Americane non possiedono la cittadinanza americana.